# The Mandalorian & Grogu
Мандалорац и Грогу (енгл. The Mandalorian & Grogu) је предстојећи амерички научнофантастични филм из 2026. године, режисера Џона Фавроа, који је и написао сценарио заједно са Дејвом Филонијем. Филм је смештен у универзум Ратова звезда и наставак је телевизијске серије Мандалорац. Главну улогу у филму тумачи Педро Паскал као Дин Џарин / Мандалорац.
Фавро и Филони су завршили са писањем четврте сезоне Мандалорца до фебруара 2023, али је продукција сезоне одложена због штрајка Удружења писаца и Удружења глумаца Америке. За то време, Lucasfilm је размотрио своје планове за франшизу и одлучио да да приоритет филму о Мандалорцу уместо сезоне. Филм је најављен у јануару 2024, а снимање је почело у Калифорнији до августа исте године.
Филм ће изаћи 22. маја 2026. године.

## Улоге
| Глумац           | Улога                  |
| ---------------- | ---------------------- |
| Педро Паскал     | Дин Џарин / Мандалорац |
|                  | Грогу                  |
| Сигорни Вивер    |                        |
| Џереми Ален Вајт | Рота Хат               |